# Brongniartia shrevei
Brongniartia shrevei är en ärtväxtart som beskrevs av Ira Loren Wiggins. Brongniartia shrevei ingår i släktet Brongniartia och familjen ärtväxter. Inga underarter finns listade i Catalogue of Life.